# Punk Rock Jesus
Punk Rock Jesus é uma série limitada de quadrinhos criada por Sean Murphy e lançada pelo selo Vertigo da DC Comics. Trata-se de um clone de Jesus Cristo feita a partir do Sudário de Turim, que então se torna um punk rocker rebelde. 
A série teve seis edições lançadas de setembro de 2012 a janeiro de 2013. Aclamado pela crítica, Punk Rock Jesus ganhou o Prêmio de Melhor IGN Comic Mini-Series de 2012.

## Sinopse
Hoje em dia, as chances de um novo reality show passar despercebido são enormes. A não ser que ele seja chamado de J2 e trate de mostrar a “segunda vinda”de Jesus. Ou quase isso… Usando modernas técnicas científicas, uma produtora de tevê decide clonar a maior personalidade da história e transmitir tudo em um reality show, provocando a ira (ou adoração) de fanáticos religiosos, da comunidade científica e de políticos preocupados com a influência de uma figura assim na humanidade. Mas… e se o novo Cristo não for exatamente quem todos esperam que ele seja? A nova minissérie mira o futuro para discutir inúmeros temas pertinentes a nossa sociedade atual.